# 张静 (1949年)
张静（1949年—），湖北鄂州人，汉族，中华人民共和国政治人物，中国共产党党员，第十一届全国人民代表大会湖北地区代表。
毕业于四川财经学院金融专业。担任中国人民银行武汉分行党委书记、行长。2008年起担任全国人大代表。